# Aeropuerto Nacional de Springfield–Branson
El Aeropuerto Nacional de Springfield-Branson (IATA: SGF, anteriormente El Aeropuerto de Springfield-Greene County, El Aeropuerto Municipal de Springfield y El Aeropuerto Regional de Springfield-Branson) se encuentra a 8 km al noroeste de Springfield, Misuri, Condado de Greene, Estados Unidos.

## Historia
El aeropuerto comenzó como el Aeropuerto Springfield-Greene County el 2 de julio de 1945. Reemplazó el aeropuerto Springfield Park y Airport. La ciudad tenía servicio con American Airlines y Transcontinental antes de la Gran Depresión

El aeropuerto rebautizó el Aeropuerto Municipal de Springfield después de un desacuerdo en torno a fondos. 
American Airlines empezó sus vuelos al aeropuerto en 1945-46, y salió en 1963. Chicago and Southern llegó en 1948 y Ozark (que fue fundado en Springfield) en 1951. 
En 1992, el aeropuerto cambió de nombre otra vez al Aeropuerto Regional de Springfield-Branson, aprovechándose de la industria turística en Branson a 80km al sur. Branson no tiene autoridad sobre el aeropuerto en Springfield.
En mayo de 2006, se empezó a construir un nuevo terminal y se anunció que el aeropuerto se cambiara de nombre al Aeropuerto-Nacional de Springfield-Branson. El nuevo terminal abrió el 6 de mayo de 2009.
El aeropuerto recibió a un millón de pasajeros por primera vez en 2018.

## Facilidades
El aeropuerto cuenta con 1,110ha y tiene dos pistas: 14/32 de 2,438m y 2/20 de 2,135m. 
A finales de 2021, el aeropuerto tuvo 47,565 operaciones de avión, o unas 130 por día.

## Accidentes
A las 22:36 el 20 de marzo de 1955, American Airlines vuelo 711 se estrelló a una milla al norte del aeropuerto. Once de los 32 pasajeros murieron, junto con la azafata y el copiloto. Es el único choque en el aeropuerto.

## Aerolíneas y destinos

### Pasajeros
| Aerolínea        | Destinos |
| ---------------- | --- |
| Allegiant Air    | Las Vegas, Orlando-Sanford, Phoenix-Mesa, Punta Gorda, San Petersburgo-Clearwater Estacional:Destin–Fort Walton Beach |
| American Eagle   | Charlotte, Chicago-O'Hare, Dallas-Fort Worth Estacional: Miami                                                        |
| Delta Air Lines  | Atlanta |
| Delta Connection | Atlanta |
| United Express   | Chicago-O'Hare, Denver, Houston-Intercontinental                                                                      |

### Carga
| Aerolínea     | Destinos                          |
| ------------- | --------------------------------- |
| DHL Aviation  | Cincinnati                        |
| FedEx Express | Des Moines, Memphis               |
| UPS Airlines  | Louisville, Miami, Tulsa, Wichita |

## Estadísticas
| Rango | Ciudad                   | Pasajeros | Aerolínes                 |
| ----- | ------------------------ | --------- | ------------------------- |
| 1     | Dallas/Fort Worth, Texas | 110,610   | American Airlines         |
| 2     | Chicago-O'Hare, IL       | 48,650    | American Airlines, United |
| 3     | Atlanta, Georgia         | 46,380    | Delta                     |
| 4     | Charlotte, NC            | 40,530    | American                  |
| 5     | Denver, Colorado         | 37,880    | United                    |
| 6     | San Petersburgo, Florida | 23,260    | Allegiant                 |
| 7     | Orlando-Sanford, Florida | 18,580    | Allegiant                 |
| 8     | Phoenix-Mesa, AZ         | 17,730    | Allegiant                 |
| 9     | Las Vegas, Nevada        | 12,110    | Allegiant                 |
| 10    | Los Ángeles, California  | 10,410    | Allegiant                 |

### Tránsito anual
| Año  | Estadísticas de pasajeros | Cambio porcentual |
| ---- | ------------------------- | ----------------- |
| 2000 | 710,961                   | --%               |
| 2001 | 653,568                   | 8,7%              |
| 2002 | 652,283                   | 0,1%              |
| 2003 | 653,253                   | 0,1%              |
| 2004 | 721,958                   | 10,5%             |
| 2005 | 888,738                   | 23,1%             |
| 2006 | 864,999                   | 2,6%              |
| 2007 | 883,893                   | 2,1%              |
| 2008 | 779,995                   | 11,7%             |
| 2009 | 811,771                   | 4,0%              |
| 2010 | 796,251                   | 1,9%              |
| 2011 | 731,396                   | 8,1%              |
| 2012 | 740.000                   | 1,1%              |
| 2013 | 755.773                   | 2,1%              |
| 2014 | 846.324                   | 12,0%             |
| 2015 | 919,004                   | 8,5%              |
| 2016 | 952,703                   | 3,6%              |
| 2017 | 993,129                   | 4,2%              |
| 2018 | 1,075,425                 | 8,3%              |
| 2019 | 1,187.068                 | 10,4%             |
| 2020 | 598.604                   | 49,6%             |
| 2021 | 968.227                   | 62,7%             |